# Gehlénite
La gehlénite est une espèce minérale du groupe des silicates, sous-groupe des sorosilicates, de formule Ca2Al[AlSiO7] avec des traces : Ti, Fe, Mg, Mn, Na, K.

## Historique de la description et appellations

### Inventeur et étymologie
La gehlénite a été décrite par le minéralogiste allemand J. N. Fuchs en 1815, dédiée à Adolf Ferdinand Gehlen (de) (1775-1815), chimiste allemand.

### Topotype
Monti Monzoni, Val di Fassa, Trento, Trentino-Alto Adige, Italie

### Synonymes
- Velardenite : du nom de Velardena localité mexicaine[5].

## Caractéristiques physico-chimiques

### Cristallochimie
- Elle forme une série avec l'akermanite. Si l'on compare la formule de l'akermanite à celle de la gehlénite, on voit que dans le groupement [Si2O7]6−, un atome de silicium est remplacé par un atome d'aluminium, l'électroneutralité provenant du remplacement d'un cation bivalent (le magnésium) par un cation trivalent (l'aluminium).
- Appartient au groupe de la mélilite.

### Groupe de la mélilite
Ce sont des silicates qui ont pour formule générale [8]X2[4]Y[4]Z2O7, où [N] est le nombre de coordination N.
Ce groupe comprend plusieurs minéraux, les plus importants étant les suivants :
- Akermanite : X = Ca, Y = Mg, Z = Si ; Ca2MgSi2O7
- Gehlénite : X = Ca, Y = Al, Z = (Al, Si) ; Ca2Al[AlSiO7]
- Mélilite : X = (Ca, Na), Y = (Mg, Fe, Al), Z = (Al, Si) ; (Ca,Na)2(Mg,Fe,Al)[(Al,Si)SiO7]
- Okayamalite : X = Ca, Y = B, Z = (Si, B) ; Ca2B(BSiO7)
- Hardystonite : X = Ca, Y = Zn, Z = Si ; Ca2ZnSi2O7
- Gugiaïte : X = Ca, Y = Be, Z = Si ; Ca2BeSi2O7

Tous ces minéraux ont une symétrie tétragonale et un groupe d'espace {\displaystyle P{\bar {4}}2_{1}m}.

### Cristallographie
- Paramètres de la maille conventionnelle : a = 7,69 Å, c = 5,067 Å, Z = 2 ; V = 299,64 Å3
- Densité calculée = 3,04 g/cm3

## Gîtes et gisements

### Gîtologie et minéraux associés
On trouve la gehlénite au contact métamorphique des minéraux dans les calcaires.
Elle est associée aux minéraux suivants : antigorite, apatite, augite, calcite, diopside, dolomite, grossulaire, néphéline, leucite, olivine, phlogopite, pyrope, pyroxènes, spurrite, vésuvianite.

### Gisements producteurs de spécimens remarquables
- Allemagne

Wannenköpfe, Ochtendung, Polch, Eifel Mts, Rhénanie-Palatinat
- Canada

CNR tunnel, Montréal, Québec
- Italie

Monti Monzoni, Val di Fassa, Trento, Trentino-Alto Adige Topotype
Monte Somma, Complexe volcanique Somma-Vésuve, Naples, Campanie